# WikiReader

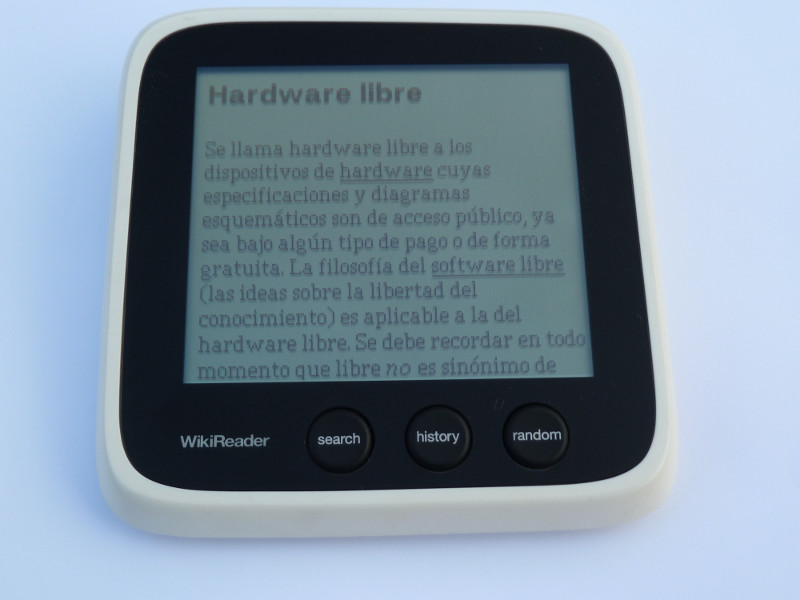
WikiReader mostrando un artículo de Wikipedia en Español.

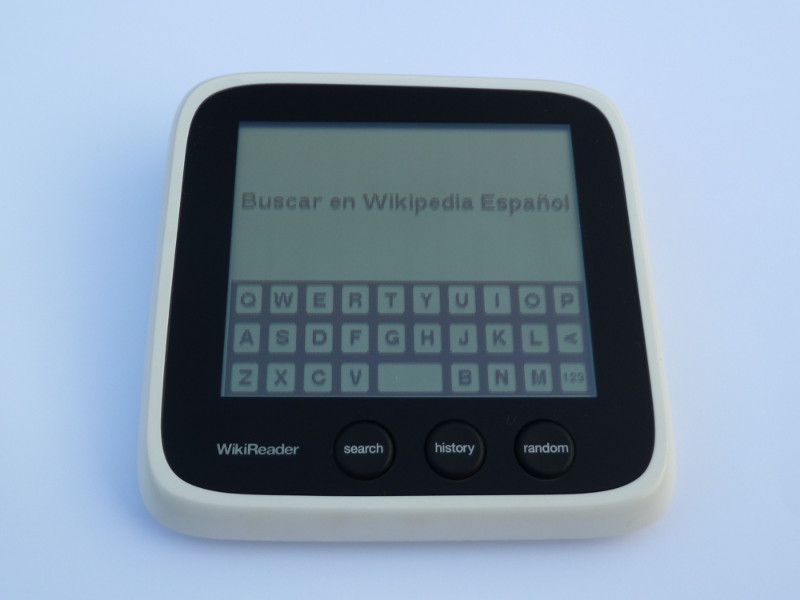
WikiReader con Wikipedia en Español.

El WikiReader es un dispositivo móvil que permite al usuario consultar distintas fuentes de información sin necesidad de contar con conexión a la Internet.
Permite consultar contenido de Appropedia, libros electrónicos del Proyecto Gutemberg, Wikcionario en distintos idiomas, Wikihow, Wikiquote, Wikipedia en distintos idiomas y Wookieepedia.
El WikiReader también tiene la capacidad de ejecutar programas escritos en el lenguaje de programación Forth y dispone de una  calculadora simple.
A fines de 2014, el sitio WikiReader y el proyecto en sí mismo fueron cerrados y abandonados por razones desconocidas. Los WikiReaders existentes ya no reciben actualizaciones para sus bases de datos. Los dispositivos y las actualizaciones solo están disponibles en los mercados secundarios.

## Información mercadológica
El producto es fabricado por la empresa Openmoko, Inc. misma que lo lanzó al mercado en el mes de octubre del año 2009.
El usuario puede descargar de la página web del producto una aplicación de software gratuita que le permitirá descargar actualizaciones del contenido del dispositivo mismo que cuenta con "control paterno" que permite ocultar a los niños el "contenido orientado a adultos".

## Aspectos más destacados del producto
En la parte frontal del dispositivo se encuentra una pantalla táctil así como cuatro botones mismos que están ubicados debajo de la misma. En este aspecto, el WikiReader destaca por su facilidad de uso.
En la parte posterior cuenta con una ranura para insertar una tarjeta de memoria microSD. Únicamente requiere para su operación dos baterías tamaño AAA.
Finalmente, es importante resaltar que todo el código fuente del software que emplea el producto está disponible para su consulta en GitHub.

## Principales limitaciones del producto
- La pantalla del dispositivo únicamente muestra texto, por tanto, aquel no almacena las imágenes que están contenidas en las distintas fuentes de información que maneja, incluyendo Wikipedia.
- El WikiReader no muestra el texto que se encuentre contenido dentro de una tabla que a su vez forme parte de un artículo del sitio web de Wikipedia.

## Especificaciones
- Pantalla: 3,5" LCD reflectivo monocromático 60 x 70 mm, 240 x 208 px.[6]
- Interfaz: touchscreen capacitivo , teclado en pantalla,[7] cuatro teclas.[8]
- CPU: Microcontrolador Epson S1C33 E07 con memoria interna de 8KB+2KB.
- Firmware: 64 KB Memoria flash
- Memoria: 32MB SDRAM
- Almacenamiento: microSD card (soporta Secure Digital y SDHC, 512MB, 4GB, 8GB son los tamaños soportados)[7]
- Formato de archivos soportados: formato propio; hay un convertidor disponible a partir del formato XML exportado por MediaWiki.[9]
- Dimensiones: 9,9 x 9,9 x 2 cm (alto x ancho x profundidad)[10]
- Peso: 127 g[10]
- Idiomas: Diversos
- Garantía: 90 días
- Alimentación: 2 pilas AAA
- Duración de las pilas: 90 horas (Según afirma el fabricante)[11]